# Beludzs nyelv
A beludzs (belócsí) északnyugati iráni nyelv. Ez a Pakisztán nyugati Beludzsisztán tartományában, valamint Afganisztán déli és Irán keleti részén élő beludzsok anyanyelve, Pakisztán kilenc hivatalos nyelvének egyike. A brahui (bráhúí) nép egy része idegen nyelvként, második nyelvként beszéli.

## Nyelvjárások
A beludzsnak számos nyelvjárása van. Az Ethnologue három nagyobb nyelvjárást jegyez. Ezek a keleti beludzs, a nyugati beludzs és a déli beludzs. Ezzel ellentétben az Encyclopedia Iranica hat nagyobb nyelvjárást különböztet meg. Ezek a rakhshani (aldialektusai: a kalati, a panjguri és a sarhaddi), a saravani, a lashari, a kachi, a parti nyelvjárások és a keleti hegyi beludzsi.

## Hangtan

### Magánhangzók
a, i, u, aː, iː, eː, uː, oː

### Kettős hangzók
ai, au, aːi

### Zárhangok
p, b, t, d, ʈ, ɖ, k, ɡ

### Affrikáták
t͡ʃ, d͡ʒ

### Réshangok
s, z, ʃ, ʒ, h
- Szótagvégi hangzóváltozatok -b, -t, -d → -v, -θ, -ð (csak a keleti hegyi beludzsiban)
- Réshangok a még meg nem honosodott idegen eredetű szavakban: f, x, ɣ

### Nazális hangok
m, n, ŋ

### Pergő hangok
r, ɽ

### Közeli kettőshangzók
l

### Kettős hangzók
w, j

## Története
A beludzsi közeli kapcsolatban van más északnyugati iráni nyelvekkel, mint amilyen a kurd.

## Írásrendszer
A 19. század előtt a beludzsi egy írásrendszer nélküli nyelv volt. A hivatalos írott nyelv a perzsa volt, bár a beludzs udvarokban beludzsiul beszéltek. A brit nyelvészek és politikatörténészek latin írással írtak, de a függetlenség elnyerését követően Pakisztánban a beludzs tudósok a nastalik írásrendszert vették át. Afganisztánban a beludzsi leírásához olyan módosított arab ábécét használnak, melynek alapja a pastué.

## Szótárak
- beludzsiból angolra, perzsára, spanyolra, finnre és svédre Archiválva 2009. március 29-i dátummal a Wayback Machine-ben
- beludzsi szótár Angol-Beludzsi Szótár